# Serrinha (Campos dos Goytacazes)
Serrinha é o 15º distrito de Campos dos Goytacazes. Localiza-se na região sul do município, a 57 quilômetros da sede e 215 quilômetros do Rio de Janeiro. Foi criado no ano de 1901, com o nome de Paciência. A partir da década de 1960, passou a ter o nome atual.
A área do distrito é de 223 km², com uma população de 1.193 habitantes, o que faz de Serrinha o distrito de menor população do município. Tem fortes características rurais. Mais da metade dos moradores vivem no campo, em inúmeras fazendas espalhadas pela região.  
Faz limite com Santa Maria Madalena, Conceição de Macabu e os distritos de Ibitioca e Dores de Macabu. 